# 李黼 (元朝)
李黼（1298年—1352年），字子威，潁州人，元朝政治人物。

## 生平
元成宗大德二年（1298年）生。泰定四年（1327年）左榜狀元，授翰林国史院修撰。累官至宣文阁监书博士，礼部尚书。至正年间，出任江州路总官，當時徐壽輝在湖北蘄春起兵反元。至正十二年（1352年）二月，農民軍進攻江州，分省政事秃坚不花自北门逃跑，李黼孤军迎敌，大喝說：“杀我，勿杀百姓！”後冲入阵中，被乱箭射死，其侄李秉昭亦戰死。朝廷追封陇西郡公，谥忠文。葬于天官李庄（今利辛县汝集镇）。

## 家族
父李守忠，工部尚書。

## 延伸阅读
[在维基数据编辑]
 《元史·卷194》，出自宋濂《元史》
 《新元史/卷217》，出自柯劭忞《新元史》